# Chirac (Charente)
Pour les articles homonymes, voir Chirac.
Chirac est une commune française située dans le département de la Charente (région Nouvelle-Aquitaine).
Ses habitants sont les Chiracois et les Chiracoises.

## Géographie

### Localisation et accès
Chirac est une commune de la Charente limousine située à 6,5 km au nord-ouest de Chabanais, le chef-lieu de son canton.
Le bourg de Chirac est aussi à 11 km au sud de Confolens, la sous-préfecture, 7 km de Roumazières-Loubert et de Saint-Maurice-des-Lions, 49 km d'Angoulême.
Située à l'intérieur d'une grande boucle de la Vienne, Chirac est à l'écart des grandes routes. Le pont de Manot au nord et d'Exideuil au sud traversent la rivière. La commune est desservie par la D 59 qui va au sud-est à Chabanais et au nord à Confolens en longeant la Vienne sur sa rive droite et passe au bourg. La D 165 passe aussi au bourg et va d'Exideuil à Chabrac.
La gare la plus proche est celle d'Exideuil, desservie par des TER à destination d'Angoulême et de Limoges.

### Hameaux et lieux-dits
La commune assez étendue comporte de nombreux hameaux. Du nord au sud, on peut citer Flayat, les Barussies, la Pécoulie, l'Age (à l'ouest du bourg, dominant la vallée de la Vienne), la Martine et Pré Cadillac près du bourg, à l'est : le Bourdeau, la Grelière, la Guéranchie, l'Aumônerie, Tisseuil, la Sechère, le Theil, la Salmonie, et au sud Peyras, Foulounoux, le Courtieux. La commune compte aussi des  lieux-dits et fermes. Elle arrive aussi jusqu'aux faubourgs de Chabanais (quartier du Mas et des Rivauds).

### Communes limitrophes
Les communes limitrophes sont  Chabanais, Chabrac, Exideuil-sur-Vienne, Manot, Saint-Maurice-des-Lions et Étagnac.
|       | Saint-Maurice-des-Lions | Chabrac   |
| Manot | Chirac                  | Étagnac   |
|       | Exideuil-sur-Vienne     | Chabanais |

### Géologie et relief

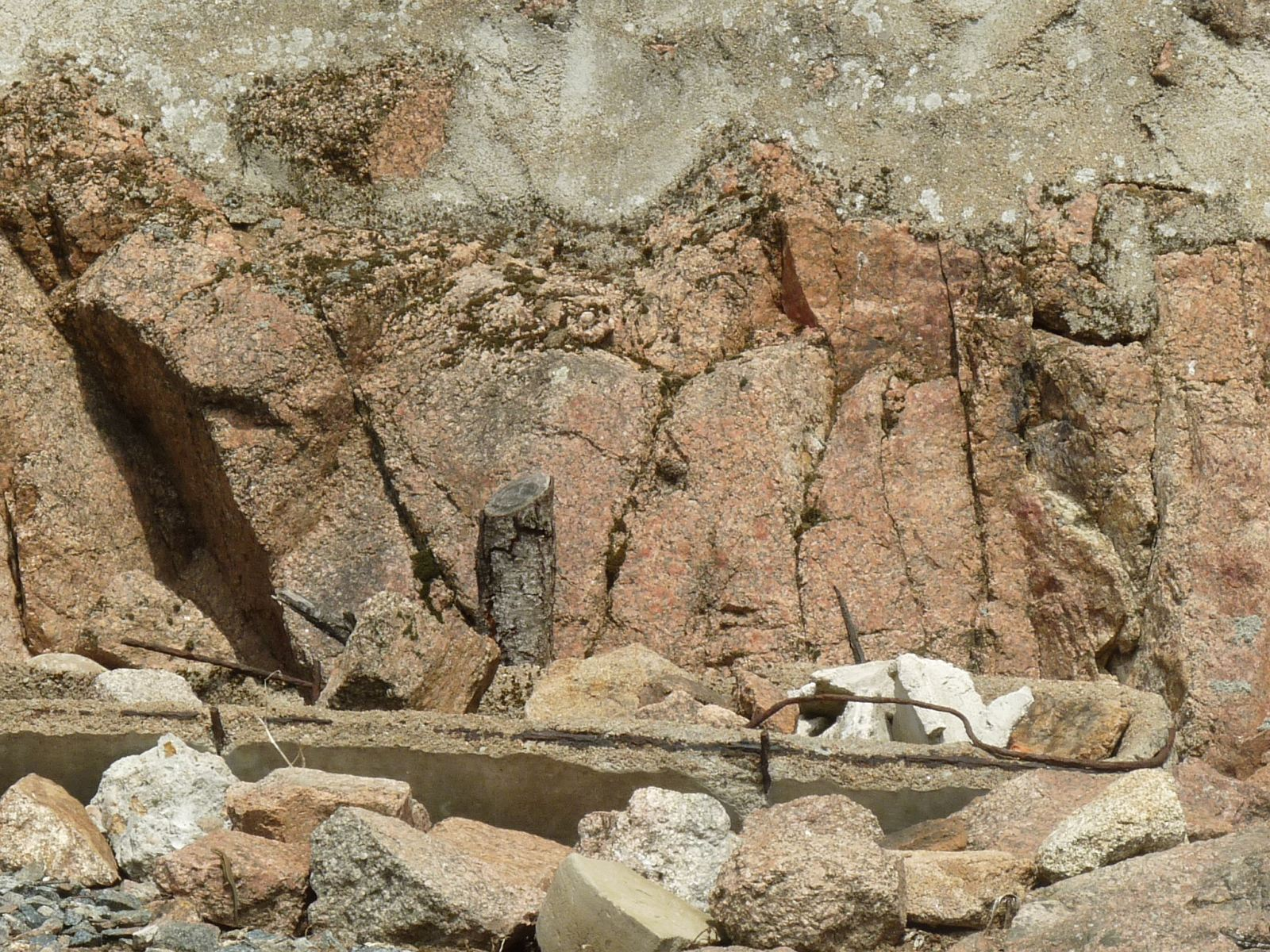
Soubassement de maison en granite rose, dans le village.

Comme toute cette partie nord-est du département de la Charente qu'on appelle la Charente limousine, la commune de se trouve sur le plateau du Limousin, partie occidentale du Massif central, composé de roches cristallines et métamorphiques, relique de la chaîne hercynienne.
Le granite occupe la quasi-totalité de la commune de Chirac. Dans le nord (entre Fromenteau et Flayat) on trouve de la diorite,,.
La commune occupe un vaste plateau ondulé entaillé par la vallée de la Vienne au sud et à l'ouest. Le territoire culmine à 263 m (borne IGN, au sud de la Grelière). Le point le plus bas, 133 m, est situé le long de la Vienne à la sortie de la commune en face du bourg de Manot. Le bourg de Chirac, situé dans un vallon, est à environ 175 m d'altitude.

### Hydrographie

#### Réseau hydrographique

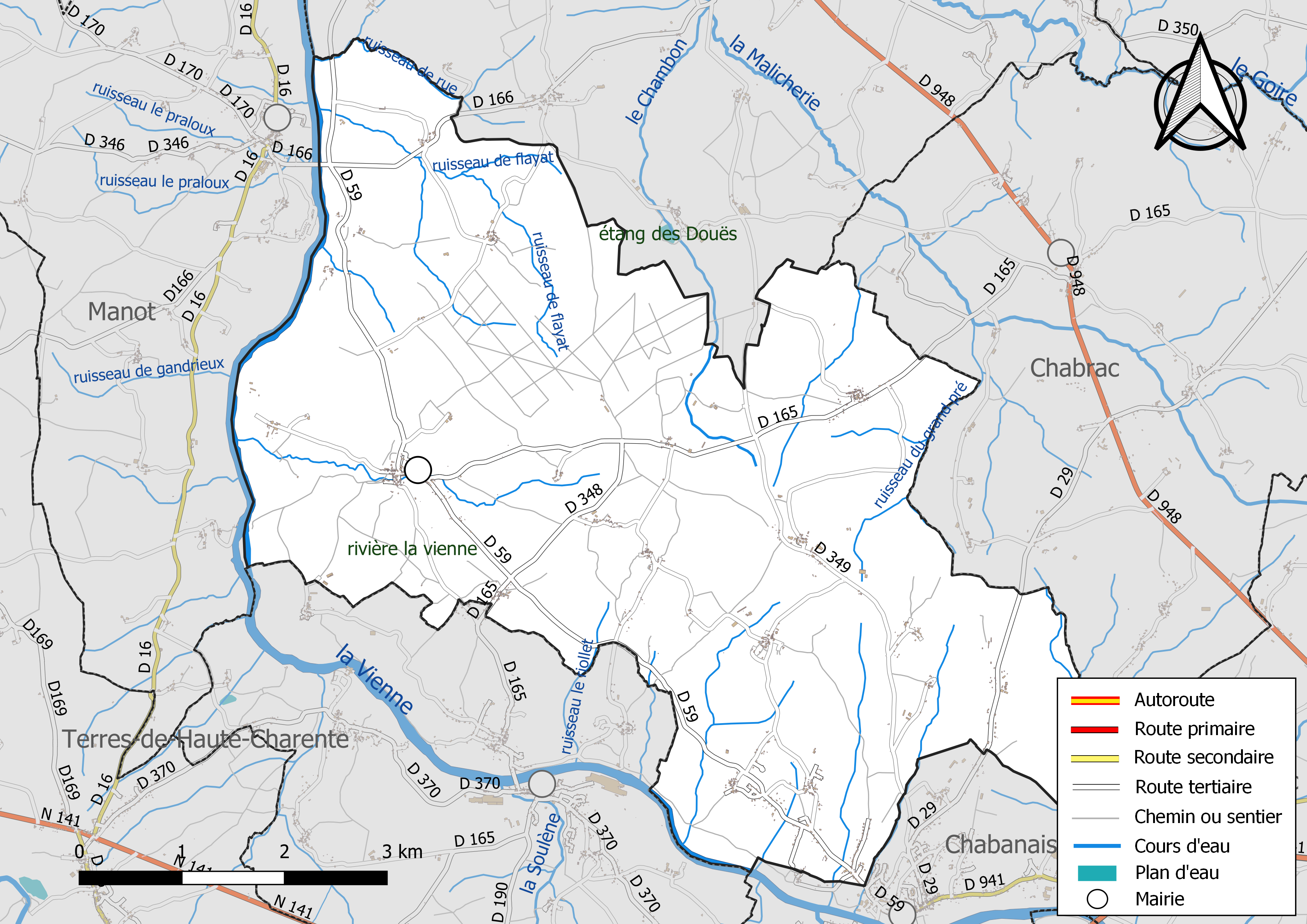
Réseaux hydrographique et routier de Chirac.

La commune est située dans la région hydrographique de « la Loire de la Vienne (c) à la Maine (nc) », une partie du Bassin de la Loire, au sein  du Bassin Loire-Bretagne. Elle est drainée par la Vienne, le Chambon l'Etang Bouchaud et par divers petits cours d'eau, qui constituent un réseau hydrographique de 33 km de longueur totale,.
La commune est sur la rive droite de la Vienne, où celle-ci venant de l'est infléchit son cours vers le nord. D'une longueur totale de 363,3 km, ce cours d'eau prend sa source en Corrèze, sur le plateau de Millevaches, dans la commune de Volx et se jette  dans la Loire dans la Corrèze, à Saint-Setiers, après avoir traversé 99 communes. De petits ruisseaux affluents parcourent la commune, comme celui de Flayat au nord, celui du bourg qui passe aussi au pied de l'Age, ou le ruisseau du Grand Pré en limite orientale qui se dirige vers le Goire.

#### Gestion des eaux
Le territoire communal est couvert par le schéma d'aménagement et de gestion des eaux (SAGE) « Vienne ». Ce document de planification, dont le territoire correspond au bassin du bassin de la Vienne, d'une superficie de 7 060 km2, a été approuvé le 1er juin 2006. La structure porteuse de l'élaboration et de la mise en œuvre est l'établissement public territorial de bassin Vienne. Il définit sur son territoire les objectifs généraux d’utilisation, de mise en valeur et de protection quantitative et qualitative des ressources en eau superficielle et souterraine, en respect des objectifs de qualité définis dans le troisième SDAGE  du Bassin Loire-Bretagne qui couvre la période 2022-2027, approuvé le 18 mars 2022.

### Climat
Le climat est océanique dégradé. C'est celui de la Charente limousine, plus humide et plus frais que celui du reste du département.

## Urbanisme

### Typologie
Au 1er janvier 2024, Chirac est catégorisée commune rurale à habitat dispersé, selon la nouvelle grille communale de densité à 7 niveaux définie par l'Insee en 2022.
Elle est située hors unité urbaine et hors attraction des villes,.

### Occupation des sols
L'occupation des sols de la commune, telle qu'elle ressort de la base de données européenne d’occupation biophysique des sols Corine Land Cover (CLC), est marquée par l'importance des territoires agricoles (77,1 % en 2018), une proportion sensiblement équivalente à celle de 1990 (77,7 %). La répartition détaillée en 2018 est la suivante : 
prairies (55,7 %), zones agricoles hétérogènes (17,4 %), forêts (15,1 %), milieux à végétation arbustive et/ou herbacée (4,8 %), terres arables (4,1 %), zones urbanisées (1,9 %), eaux continentales (1,1 %). L'évolution de l’occupation des sols de la commune et de ses infrastructures peut être observée sur les différentes représentations cartographiques du territoire : la carte de Cassini (XVIIIe siècle), la carte d'état-major (1820-1866) et les cartes ou photos aériennes de l'IGN pour la période actuelle (1950 à aujourd'hui).

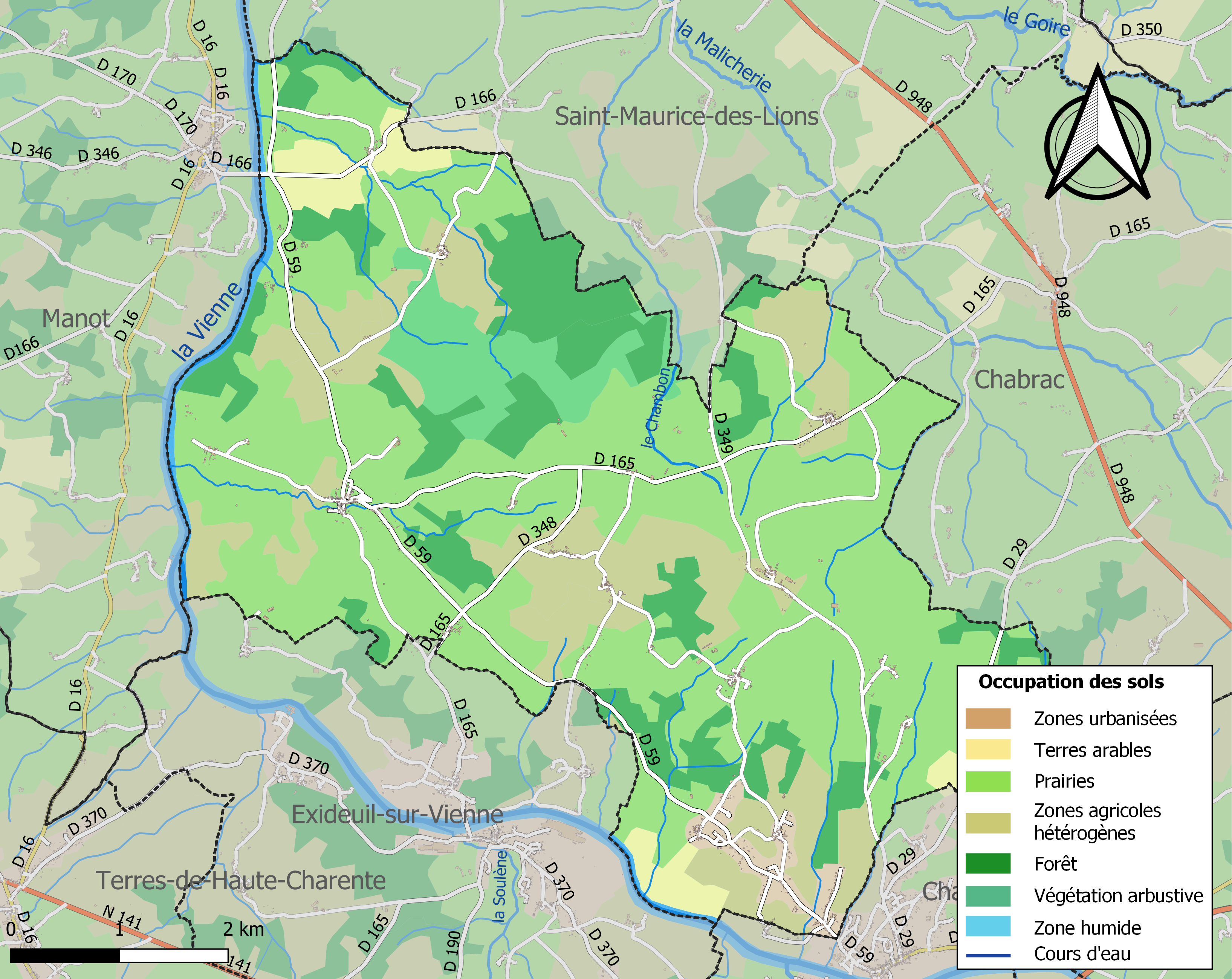
Carte des infrastructures et de l'occupation des sols de la commune en 2018 (CLC).

### Risques majeurs
Le territoire de la commune de Chirac est vulnérable à différents aléas naturels : météorologiques (tempête, orage, neige, grand froid, canicule ou sécheresse), inondations et séisme (sismicité faible). Il est également exposé à deux risques technologiques, le transport de matières dangereuses et la rupture d'un barrage, et à un risque particulier : le risque de radon. Un site publié par le BRGM permet d'évaluer simplement et rapidement les risques d'un bien localisé soit par son adresse soit par le numéro de sa parcelle.

#### Risques naturels
Certaines parties du territoire communal sont susceptibles d’être affectées par le risque d’inondation par débordement de cours d'eau, notamment la Vienne. La commune a été reconnue en état de catastrophe naturelle au titre des dommages causés par les inondations et coulées de boue survenues en 1982, 1983, 1995 et 1999,.

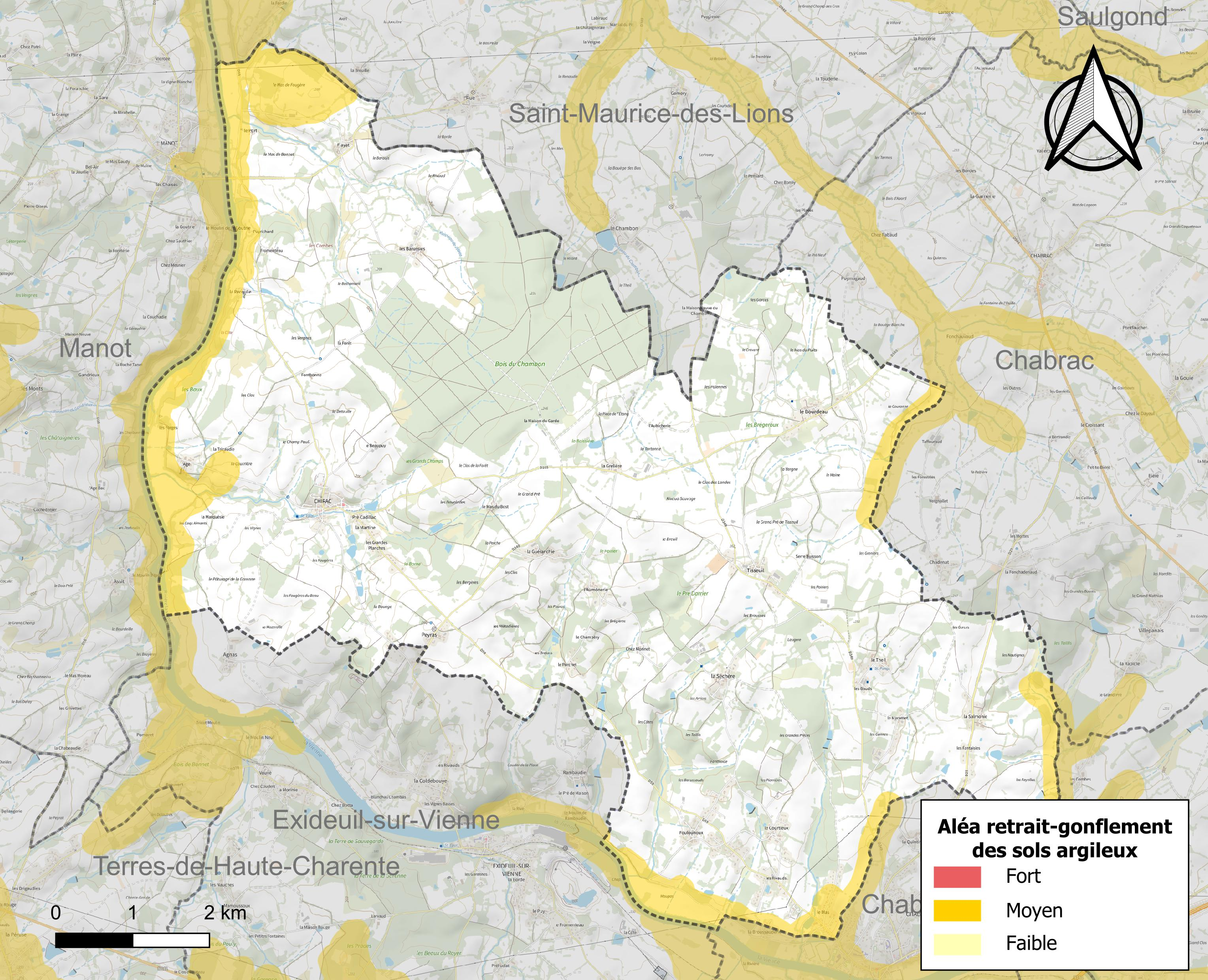
Carte des zones d'aléa retrait-gonflement des sols argileux de Chirac.

Le retrait-gonflement des sols argileux est susceptible d'engendrer des dommages importants aux bâtiments en cas d’alternance de périodes de sécheresse et de pluie. 9,1 % de la superficie communale est en aléa moyen ou fort (67,4 % au niveau départemental et 48,5 % au niveau national). Sur les 483 bâtiments dénombrés sur la commune en 2019, 43 sont en aléa moyen ou fort, soit 9 %, à comparer aux 81 % au niveau départemental et 54 % au niveau national. Une cartographie de l'exposition du territoire national au retrait gonflement des sols argileux est disponible sur le site du BRGM,.
Par ailleurs, afin de mieux appréhender le risque d’affaissement de terrain, l'inventaire national des cavités souterraines permet de localiser celles situées sur la commune.
Concernant les mouvements de terrains, la commune a été reconnue en état de catastrophe naturelle au titre des dommages causés par des mouvements de terrain en 1999.

#### Risques technologiques
Le risque de transport de matières dangereuses sur la commune est lié à sa traversée par une ou des infrastructures routières ou ferroviaires importantes ou la présence d'une canalisation de transport d'hydrocarbures. Un accident se produisant sur de telles infrastructures est susceptible d’avoir des effets graves sur les biens, les personnes ou l'environnement, selon la nature du matériau transporté. Des dispositions d’urbanisme peuvent être préconisées en conséquence.
La commune est en outre située en aval des barrages de Lavaud-Gelade et Vassivière, des ouvrages de classes A. À ce titre elle est susceptible d’être touchée par l’onde de submersion consécutive à la rupture de cet ouvrage.

#### Risque particulier
Dans plusieurs parties du territoire national, le radon, accumulé dans certains logements ou autres locaux, peut constituer une source significative d’exposition de la population aux rayonnements ionisants. Certaines communes du département sont concernées par le risque radon à un niveau plus ou moins élevé. Selon la classification de 2018, la commune de Chirac est classée en zone 3, à savoir zone à potentiel radon significatif.

## Toponymie
Les formes anciennes sont Cariaco, Chiraco (non datés).
L'origine du nom de Chirac remonterait à un personnage gallo-romain Carius dérivé de Carus (caro- terme gaulois) auquel est apposé le suffixe -acum, ce qui correspondrait au « domaine de Carius »,.

### Langues
La commune est dans la partie occitane de la Charente qui en occupe le tiers oriental, et le dialecte est limousin.
Elle conserve la graphie Chirac de l’occitan.

## Histoire
Au Moyen Âge, la forêt du Chambon dépendait de la terre du même nom, située dans la paroisse voisine de Saint-Maurice, elle-même dépendant de la commanderie du Grand-Madieu.
Le domaine de l'Age (autrefois orthographié de Laage), dont le château remonte avant le XVIe siècle, a été le berceau de la famille de Laage de Chirac, puis a longtemps appartenu à la famille de La Boissière. Au XIXe siècle, le comte de la Boissière y construit des forges qui ont produit jusqu'à 400 t de fonte par an, et qui ont dû cesser leur activité vers 1860. Le baron de Freycinet, propriétaire au début du XXe siècle, est un descendant de cette famille, dont un représentant, le général comte de Laboissière, avait fait les campagnes napoléoniennes.

## Politique et administration

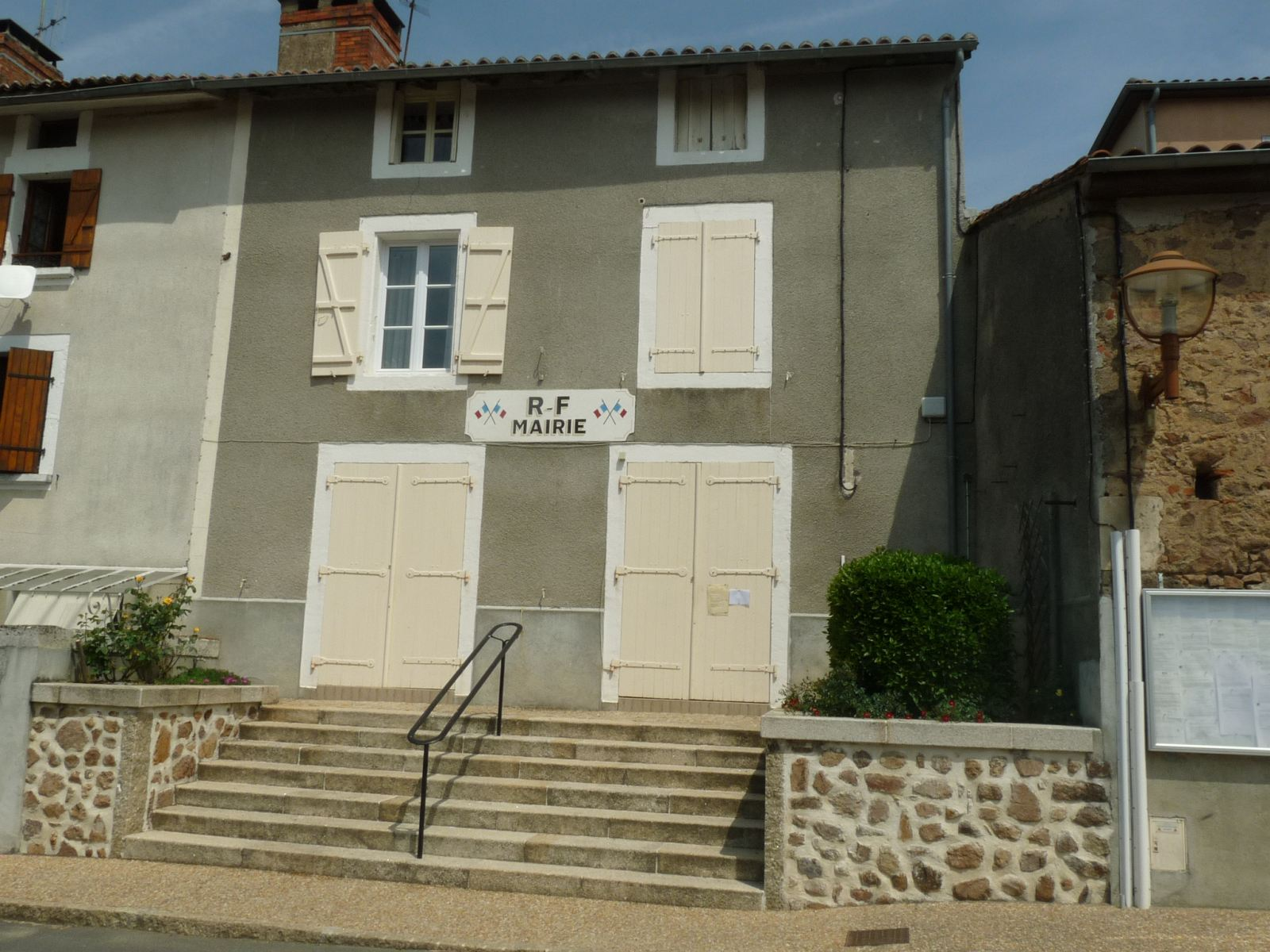
La mairie.

| Période                                  | Période          | Identité           | Étiquette | Qualité                                                               |
| ---------------------------------------- | ---------------- | ------------------ | --------- | --------------------------------------------------------------------- |
| Les données manquantes sont à compléter. |                  |                    |           |                                                                       |
| 1830                                     | 1834             | François Béchameil |           | Notaire                                                               |
| octobre 1947                             | mars 1965        | René Saint-Clair   | PCF       | Conseiller général du Canton de Chabanais (1945-1951)                 |
| mars 1965                                | ?                |                    |           | Retraité                                                              |
| juin 1995                                | mars 2001        | Bernard Germaneau  | PCF       |                                                                       |
| mars 2001                                | mars 2014        | Jean Saint-Clair   | PCF       | Retraité Éducation nationale                                          |
| mars 2014                                | mai 2020 (décès) | Christian Massias  | PCF       | Retraité de la SNCF                                                   |
| 2020                                     | En cours         | Virginie Lebraud   | PP        | Professeure Conseillère régionale de Nouvelle-Aquitaine (depuis 2021) |

## Démographie

### Évolution démographique
L'évolution du nombre d'habitants est connue à travers les recensements de la population effectués dans la commune depuis 1793. Pour les communes de moins de 10 000 habitants, une enquête de recensement portant sur toute la population est réalisée tous les cinq ans, les populations de référence des années intermédiaires étant quant à elles estimées par interpolation ou extrapolation. Pour la commune, le premier recensement exhaustif entrant dans le cadre du nouveau dispositif a été réalisé en 2005.

En 2022, la commune comptait 779 habitants, en évolution de +4,14 % par rapport à 2016 (Charente : −0,48 %, France hors Mayotte : +2,11 %).
| 1793 | 1800  | 1806  | 1821  | 1831  | 1841  | 1846  | 1851  | 1856  |
| ---- | ----- | ----- | ----- | ----- | ----- | ----- | ----- | ----- |
| 965  | 1 209 | 1 061 | 1 154 | 1 042 | 1 220 | 1 327 | 1 433 | 1 394 |

| 1861  | 1866  | 1872  | 1876  | 1881  | 1886  | 1891  | 1896  | 1901  |
| ----- | ----- | ----- | ----- | ----- | ----- | ----- | ----- | ----- |
| 1 205 | 1 262 | 1 157 | 1 179 | 1 211 | 1 238 | 1 250 | 1 181 | 1 141 |

| 1906  | 1911  | 1921 | 1926 | 1931 | 1936 | 1946 | 1954 | 1962 |
| ----- | ----- | ---- | ---- | ---- | ---- | ---- | ---- | ---- |
| 1 133 | 1 023 | 943  | 899  | 841  | 803  | 708  | 706  | 691  |

| 1968 | 1975 | 1982 | 1990 | 1999 | 2005 | 2006 | 2010 | 2015 |
| ---- | ---- | ---- | ---- | ---- | ---- | ---- | ---- | ---- |
| 697  | 692  | 730  | 767  | 732  | 701  | 696  | 739  | 747  |

| 2020 | 2022 | - | - | - | - | - | - | - |
| ---- | ---- | - | - | - | - | - | - | - |
| 775  | 779  | - | - | - | - | - | - | - |

En 2008, Chirac comptait 706 habitants  (soit une diminution de -3,7 % par rapport à 1999). La commune occupait le 12 652e rang au niveau national, alors qu'elle était au 11 275e en 1999, et le 106e au niveau départemental sur 404 communes.
Le maximum de la population a été atteint en 1851 avec 1 433 habitants.

### Pyramide des âges
La population de la commune est relativement âgée.
En 2018, le taux de personnes d'un âge inférieur à 30 ans s'élève à 26,7 %, soit en dessous de la moyenne départementale (30,2 %). À l'inverse, le taux de personnes d'âge supérieur à 60 ans est de 34,2 % la même année, alors qu'il est de 32,3 % au niveau départemental.
En 2018, la commune comptait 384 hommes pour 375 femmes, soit un taux de 50,59 % d'hommes, largement supérieur au taux départemental (48,41 %).
Les pyramides des âges de la commune et du département s'établissent comme suit.
| Hommes | Classe d’âge | Femmes |
| ------ | ------------ | ------ |
| 0,5    | 90 ou +      | 1,3    |
| 6,4    | 75-89 ans    | 8,9    |
| 25,3   | 60-74 ans    | 26,1   |
| 21,7   | 45-59 ans    | 21,1   |
| 17,6   | 30-44 ans    | 17,8   |
| 11,2   | 15-29 ans    | 11,0   |
| 17,3   | 0-14 ans     | 13,8   |

| Hommes | Classe d’âge | Femmes |
| ------ | ------------ | ------ |
| 1      | 90 ou +      | 2,7    |
| 9,2    | 75-89 ans    | 12     |
| 20,6   | 60-74 ans    | 21,3   |
| 20,7   | 45-59 ans    | 20,3   |
| 16,8   | 30-44 ans    | 16     |
| 15,6   | 15-29 ans    | 13,4   |
| 16,1   | 0-14 ans     | 14,3   |

## Économie

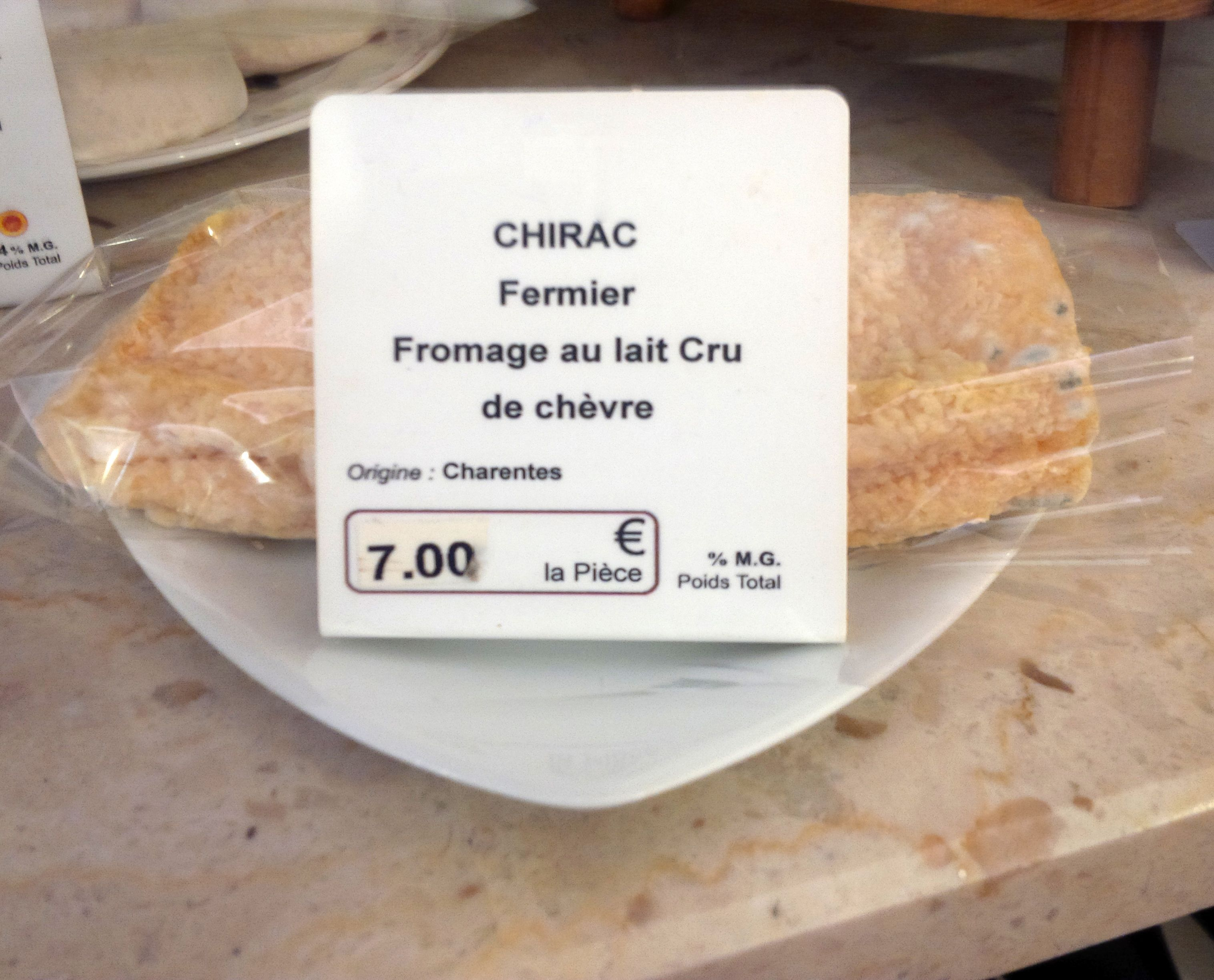
Le chirac.

Le chirac, un fromage de chèvre au lait cru, est fabriqué à Chirac.

## Équipements, services et vie locale

### Enseignement
Chirac possède une école élémentaire, le Pré Cadillac, comprenant deux classes. Le secteur du collège est Chabanais.

## Culture locale et patrimoine

### Lieux et monuments

#### Patrimoine religieux

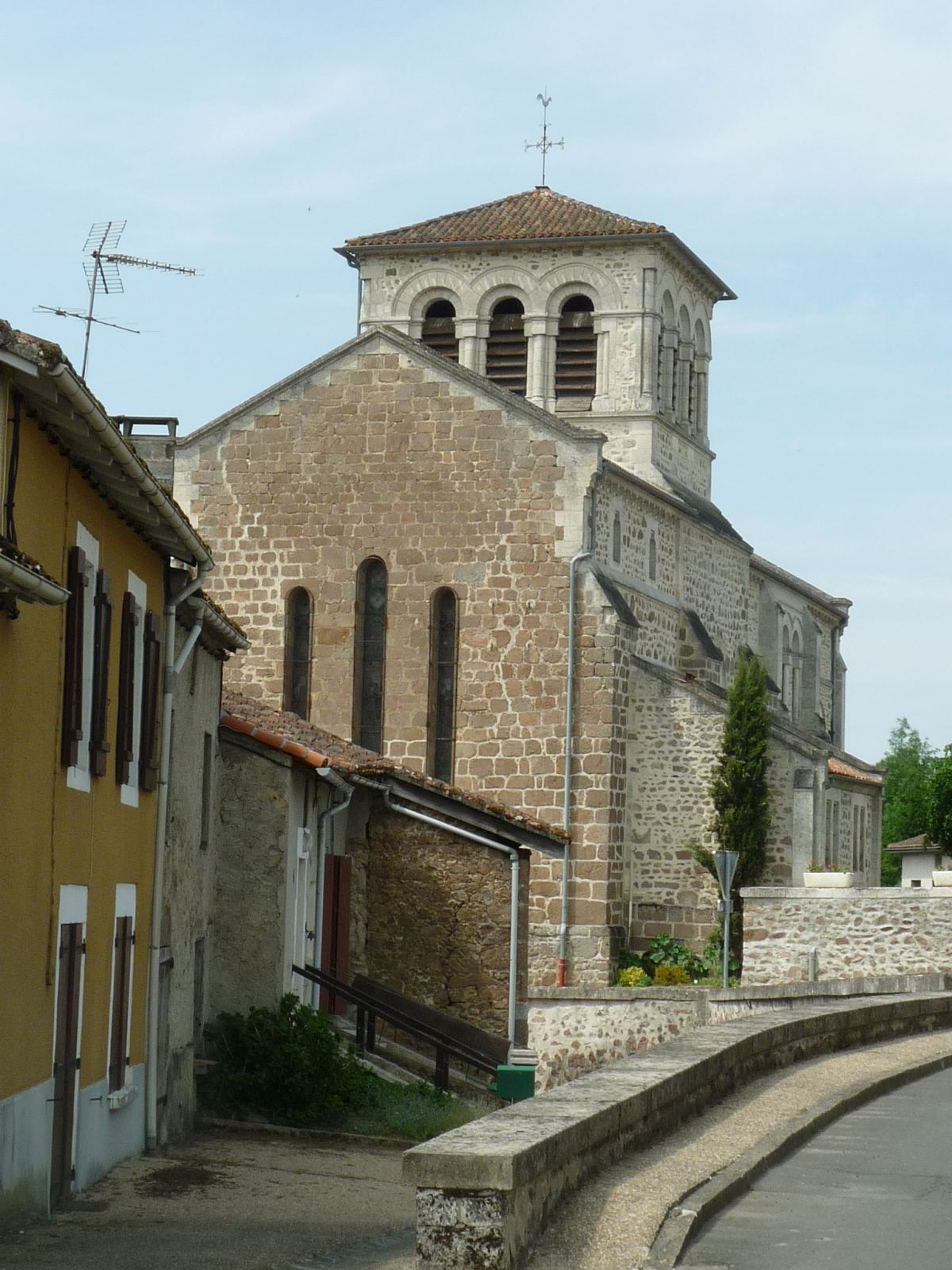
L'église vue de la rue de Chabanais.

- L'église paroissiale Saint-Pierre. Un retable en bois sculpté datant du XVIIe siècle montre la délivrance de Saint-Pierre; il est classé monument historique au titre objet depuis 1941[41].
- La chapelle du cimetière date du XIVe siècle et contient de belles peintures murales. Elle est classée monument historique depuis 1977[42].

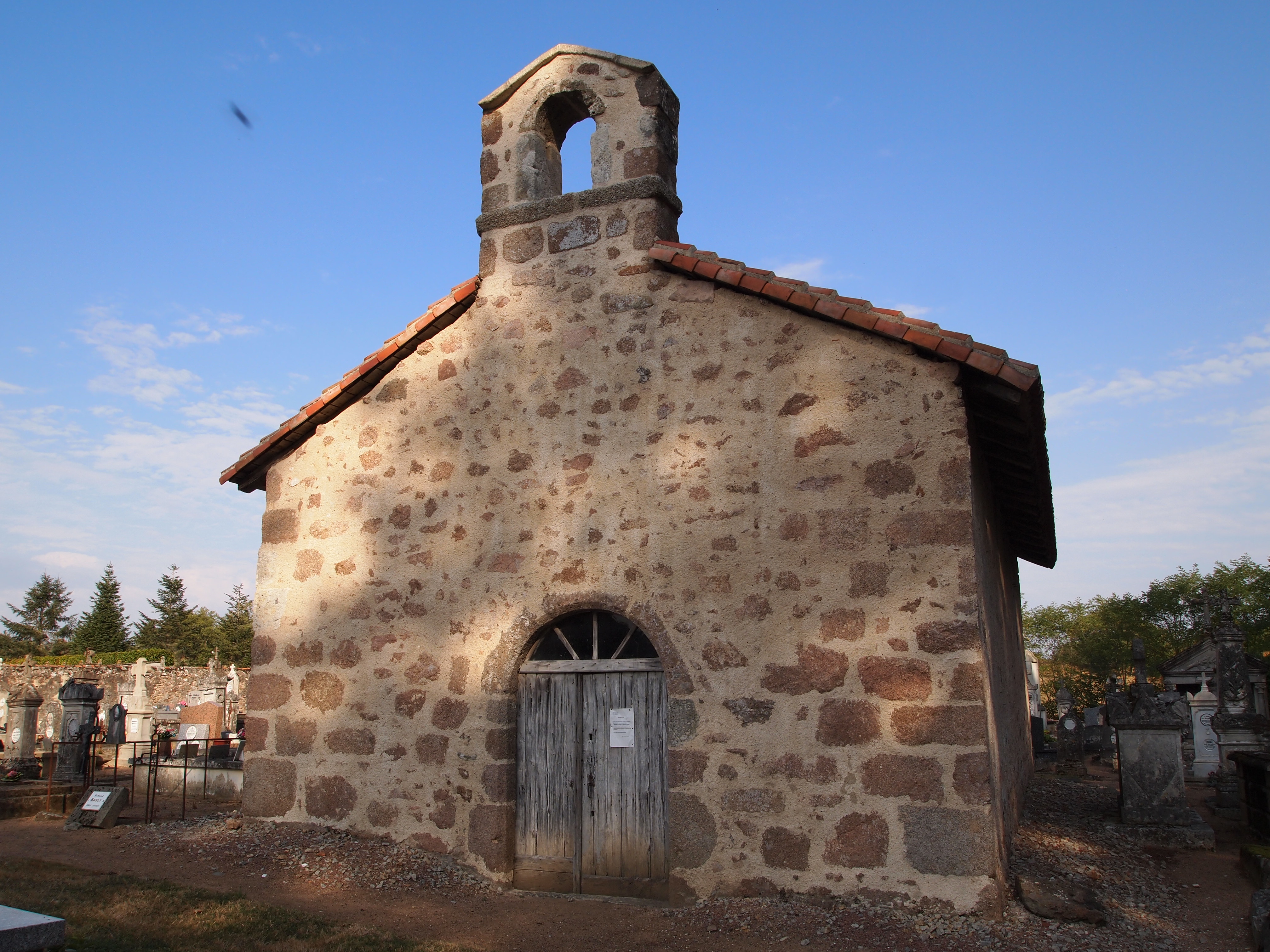
Façade de la chapelle.
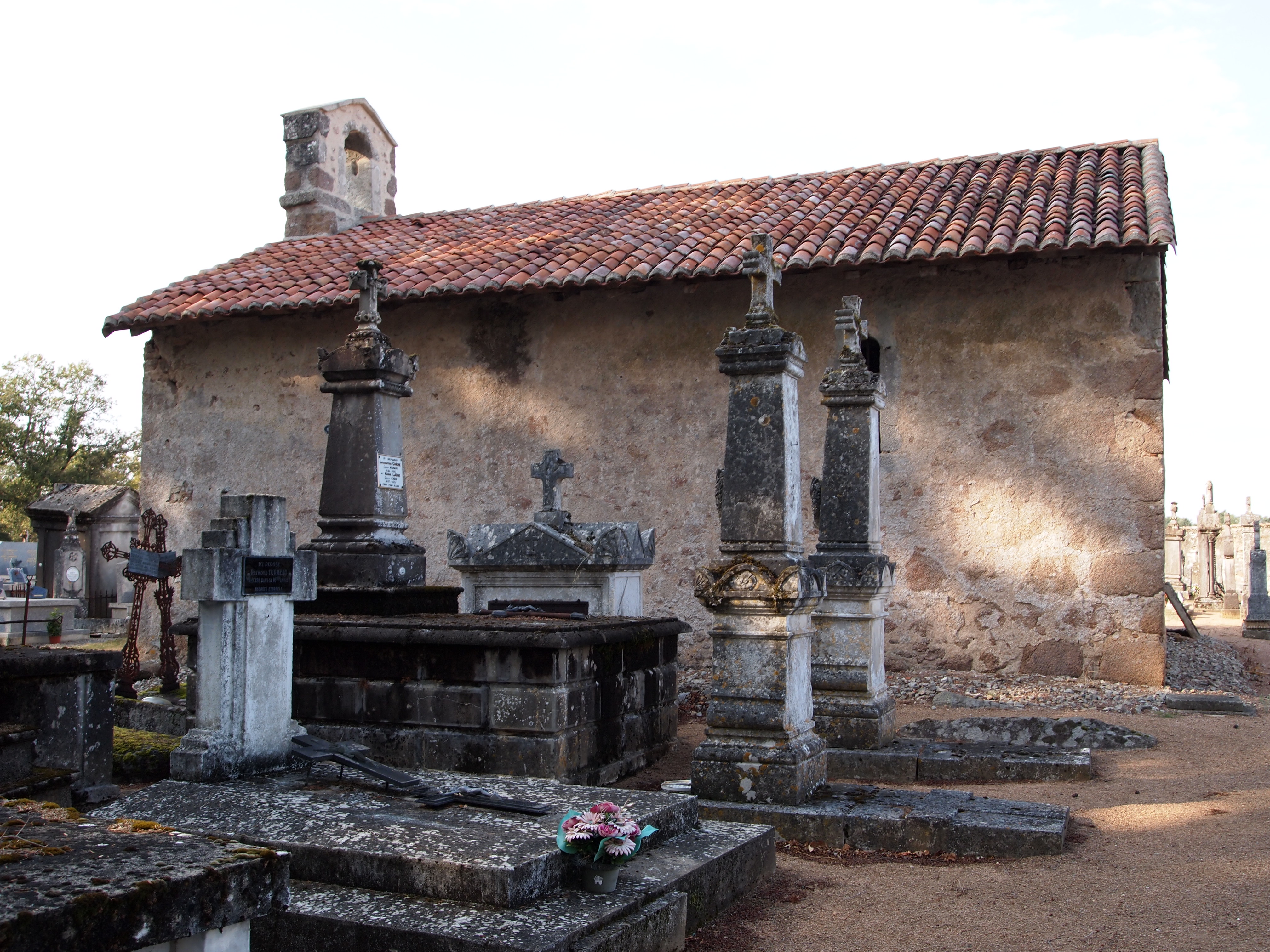
Côté de la chapelle.

#### Patrimoine civil
- Le château de l'Âge date du XVIe siècle avec deux tours rondes supposées du XVe siècle. Il a été agrandi et restauré au XVIIIe siècle; ses douves ont été comblées et remplacées par une terrasse. Les restes du vieux donjon, situés près du château, semblent plus anciens encore. Le château est entouré d'un parc[31],[32]. L'un de ses propriétaires a été le général comte de la Boissière qui s'illustra sous le Premier Empire, puis son fils Jean-Frédéric qui y installa des forges. Le baron de Freycinet, propriétaire actuel, est un descendant[43].
- Le pont sur la Vienne, au pied de Manot.

### Personnalités liées à la commune
- Jean Frédéric Garnier (6 mars 1796 - Saint-Claud (Charente) † 19 mars 1873 - Angoulême), 2e comte de La Boissière, page de Napoléon Ier, chef d'escadron, député de la Charente (1839-1842, 1848), fondateur des forges à l'Âge, maire de Chirac (1840-1843 et 1860-1873) ;
- Jean-François Béchameil (1795-1867), officier de marine et député de la Charente ;
- Adolphe Marchand (1820-1903), député de la Charente, né à Chirac ;
- Léon Soulier, évêque catholique français mort  le 25 décembre 2016 à Chirac.